# Trichadenotecnum circularoides
Trichadenotecnum circularoides är en insektsart som beskrevs av André Badonnel 1955. Trichadenotecnum circularoides ingår i släktet Trichadenotecnum och familjen storstövsländor. Inga underarter finns listade i Catalogue of Life.